# Уметност минијатуре
Уметност минијатуре (итал. miniatura) представља израду и дизајн малих дводимензионалних уметничких дела - слика на књигама, папир-машеу, простиркама, текстилу, зидовима, керамици и другим предметима, при чему се користе сировине попут злата, сребра и разних органских супстанци.
Године 2020. Унеско је уметност минијатуре уврстио на листа нематеријалног културног наслеђа човечанства, као елеменат културног наслеђа Азербејџана, Ирана, Турске и Узбекистана.

## Етимологија
Реч минијатура изведена је из латинског глагола miniare, што значи „обојити минијумом“,пигментом који се добија од црврног олова). Црвеном бојом добијеном од овог пигмента су у средњовековним рукописима исписивани натписи и почетна слова поглавља и страница.

## Историја
Историјски гледано, минијатура је настала као елеменат рукописних књига, како би текст био визуелно подржан. Током времена елемент је еволуирао и данас се може посматрати као елеменат у архитектури или као украс на јавним просторима. Иако постоји вековима, наставља да се развија и на тај начин јача везе између прошлости и садашњости. Традиционални принципи и технике сликања су очувани, али уметници у процес уносе и индивидуалну креативност.
У средњем веку минијатуре су израђивали минијатори, односно калуђера који су радили на украшавању рукописа) је фигурална сцена или портрет малог формата, рађена различитим сликарским техникама и на различитим подлогама: папиру, пергаменту, слоновачи или металној плочици.
Под исламским утицајем минијатура је добила нови карактер. Године 2020. Унеско је уметност минијатуре, посебно оне која се развијала управо под овим утицајем, уврстио на листа нематеријалног културног наслеђа човечанства, као елеменат културног наслеђа Азербејџана, Ирана, Турске и Узбекистана.

## Одлике уметности минијатуре
Иако постоје бројне стилске разлике, уметност минијатуре дели неке кључне особине. У свим случајевима то је традиционални занат који се обично преноси кроз процес неформалног образовања (најчешће кроз праксу, у односу мајстор-шегрт) и сматра се саставним делом социјалног и културног идентитета сваког друштва.
Обрасци минијатуре сликовито представљају веровања, погледе на свет и начин живота. Минијатура приказује одређену врсту перспективе у којој се величина фигура мења у складу са њиховом важношћу, што је кључна разлика од реалистичних и натуралистичких стилова.